# Saison 2018-2019 du Bayern Munich
Maillots
Chronologie
Saison précédente Saison suivante
La saison 2018-2019 du Bayern Munich est la 54e saison sans interruption en Bundesliga, avec 28 titres de champion d'Allemagne et 18 Coupes d'Allemagne c'est le club le plus titré en Allemagne, ce qui lui vaut le surnom de Rekordmeister. Le Bayern Munich démarre cette saison avec Niko Kovač comme nouvel entraîneur.

## Transferts

### Transferts estivaux
| Nom                  | Nationalité | Poste     | Transfert                     | Provenance/Destination | Division       |
| -------------------- | ----------- | --------- | ----------------------------- | ---------------------- | -------------- |
| Arrivées             |             |           |                               |                        |                |
| Leon Goretzka        | Allemagne   | Milieu    | Transfert                     | Schalke 04             | Bundesliga     |
| Serge Gnabry         | Allemagne   | Milieu    | Retour de prêt                | TSG Hoffenheim         | Bundesliga     |
| Douglas Costa        | Brésil      | Attaquant | Retour de prêt                | Juventus               | Serie A        |
| Renato Sanches       | Portugal    | Attaquant | Retour de prêt                | Swansea City           | Premier League |
| Oliver Batista Meier | Allemagne   | Attaquant | Premier contrat professionnel | Bayern Munich U19      |                |
| Meritan Shabani      | Allemagne   | Milieu    | Premier contrat professionnel | Bayern Munich U19      |                |
| Lars Lukas Mai       | Allemagne   | Défenseur | Premier contrat professionnel | Bayern Munich U19      |                |
| Ron-Thorben Hoffmann | Allemagne   | Gardien   | Premier contrat professionnel | Bayern Munich U19      |                |
| Franck Evina         | Allemagne   | Attaquant | Premier contrat professionnel | Bayern Munich II       |                |
| Maxime Awoudja       | Allemagne   | Défenseur | Premier contrat professionnel | Bayern Munich II       |                |
| Départs              |             |           |                               |                        |                |
| Tom Starke           | Allemagne   | Gardien   | Retraite                      | Retraite               | Retraite       |
| Arturo Vidal         | Chili       | Milieu    | Transfert (22M€)              | FC Barcelone           | Liga           |
| Douglas Costa        | Brésil      | Attaquant | Transfert (40M€)              | Juventus               | Serie A        |
| Felix Götze          | Allemagne   | Défenseur | Transfert                     | FC Augsbourg           | Bundesliga     |
| Sebastian Rudy       | Allemagne   | Milieu    | Transfert (16M€)              | FC Schalke 04          | Bundesliga     |
| Fabian Benko         | Allemagne   | Milieu    | Fin de contrat                | LASK Linz              | Bundesliga     |
| Niklas Dorsch        | Allemagne   | Milieu    | Fin de contrat                | FC Heidenheim          | 2.Bundesliga   |
| Juan Bernat          | Espagne     | Milieu    | Transfert (15M€)              | Paris Saint-Germain    | Ligue 1        |

### Transfert hivernaux
| Nom             | Nationalité | Poste     | Transfert        | Provenance/Destination | Division             |
| --------------- | ----------- | --------- | ---------------- | ---------------------- | -------------------- |
| Arrivées        |             |           |                  |                        |                      |
| Alphonso Davies | Canada      | Attaquant | Transfert (10M€) | Whitecaps de Vancouver | Major League Soccer  |
| Départs         |             |           |                  |                        |                      |
| Sandro Wagner   | Allemagne   | Attaquant | Transfert (5M€)  | Tianjin TEDA           | Chinese Super League |

## Compétitions
| Championnat d'Allemagne | Ligue des champions                                 | Coupe d'Allemagne                  | Supercoupe d'Allemagne                       |
| ----------------------- | --------------------------------------------------- | ---------------------------------- | -------------------------------------------- |
| Vainqueur 78 points     | Huitièmes de finale face au Liverpool FC (0-0, 1-3) | Vainqueur face au RB Leipzig (0-3) | Vainqueur face à l'Eintracht Francfort (0-5) |
| 24V 6N 4D               | 4V 3N 1D                                            | 6V 0N 0D                           | 1V 0N 0D                                     |
| TOTAL: 35V 9N 5D        |                                                     |                                    |                                              |

### Supercoupe d'Allemagne
Sur le terrain de l'Eintracht Francfort, le Bayern Munich a pu compter sur un grand Robert Lewandowski pour décrocher dimanche la septième Supercoupe d'Allemagne de son histoire (5-0) en écrasant l'Eintracht.

### Championnat

#### Journées 1 à 5
Le Bayern Munich ouvre officiellement la Bundesliga le 24 août 2018 à l'Allianz Arena face au TSG Hoffenheim. Il s'impose sur le score de 3-1 mais perd Kingsley Coman après une déchirure ligamentaire. Le 1er septembre, le Bayern affronte le VfB Stuttgart, la recrue Leon Goretzka est titulaire et inscrit son premier but, le Bayern s'impose 3-0 et prend la tête du championnat. Le match suivant, le Bayern reçoit le Bayer Leverkusen, une nouvelle fois, le Bayern met trois buts à son adversaire comme c'est le cas depuis le début de la saison en Bundesliga, le Bayern s'impose 3-1 mais perd deux joueurs importants, Corentin Tolisso qui subit une rupture des ligaments croisés et une déchirure du ménisque et sera indisponible pour 6 mois minimum ainsi que Rafinha moins gravement touché. Quatrième match de Bundesliga et le Bayern affronte son dauphin de la saison passée qui vit une période difficile, le Bayern s'impose sur le score de 2-0 et  enfonce le club de Gelsenkirchen. Le cinquième match ouvre une période particulièrement importante pour le Bayern puisqu'il s'agit de la fête de la bière période durant laquelle le Bayern ne perd plus depuis quelques années mais laisse échapper les premiers points de la saison à cause d'un but de Felix Götze pour Augsburg, les deux équipes se quittent sur le score de 1-1.

#### Journées 6 à 10
Lors de la sixième journée, le Bayern affronte le Hertha Berlin dans un Olympiastadion presque complet et s'incline pour la première fois de la saison . La septième journée arrive, le Bayern doit réagir compte tenu de sa défaite précédente, mais il n'en est rien, le Bayern s'incline de nouveau, sur sa pelouse, face à Mönchengladbach . Lors de la huitième journée, le Bayern se relance grâce à une victoire encourageante face aux loups de Wolfsbourg, et ce malgré un carton rouge d'Arjen Robben. Sorti de la crise, le Bayern est allé s'imposer sur la pelouse de Mayence lors de la neuvième journée, s'installant provisoirement à la 2e place de Bundesliga. Lors de la dixième journée, le Bayern cale à domicile et laisse filer le Borussia Dortmund. Surpris par un but à deux minutes de la fin du temps réglementaire, le Bayern a concédé un décevant nul à domicile face à Fribourg. À une semaine du choc face au Borussia Dortmund, il y avait assurément meilleur moyen de se rassurer pour le Bayern de Munich que de partager les points avec Fribourg. 

#### Journées 11 à 15
Klassiker oblige, le Bayern doit s'imposer, ces derniers ont eu deux fois l'avantage à la marque, mais ils sortent finalement bredouille de cette confrontation. Après avoir passé la trêve internationale à ruminer sa défaite contre le Borussia Dortmund, le Bayern recevait le Fortuna Düsseldorf avec comme seul mot d'ordre : gagner, mais, le Bayern a encore fauté ce samedi en partageant les points avec Düsseldorf à domicile. Lors de la treizième, Serge Gnabry, double buteur face à son ancienne équipe du Werder, a permis au Bayern de reprendre du poil de la bête en Bundesliga. Quatrième de Bundesliga avec 24 points au compteur, le Bayern Munich recevait Nuremberg à l'Allianz Arena. Un adversaire largement à sa portée car 15e au classement. De ce fait, les Bavarois se devaient de l'emporter, avec la manière si possible, pour confirmer leur redressement après deux succès de rang contre Benfica en Ligue des champions, puis à Brême en Bundesliga. Le Bayern Munich n'avait pas le droit à l'erreur du côté de Hanovre, cette pression a porté les hommes de Niko Kovac puisqu'il n'y a tout simplement pas eu de débats ce samedi après-midi, avec des réalisations d'Alaba, Kimmich ou encore Lewandowski, les Bavarois reviennent provisoirement à six points du leader, le Borussia Dortmund.

#### Journées 16 et 17
Lors de la seizième journée, le Bayern s'impose 1-0 face à Leipzig au terme d'un match compliqué et très disputé, grâce à une réalisation de Franck Ribéry. Les Bavarois rejoignent Mönchengladbach à la deuxième place, et à six points de Dortmund. Grâce à un Franck Ribéry en forme, le Bayern accroche un cinquième succès consécutif en championnat sur le terrain de l'Eintracht Francfort (0-3). Les Bavarois reprennent la deuxième place à Mönchengladbach et restent à 6 points de Dortmund. Lors de la 17e journée, le Bayern Munich met un terme à sa première partie de saison en Bundesliga.

#### Journées 18 à 22
Le Bayern Munich débute sa deuxième partie de saison lors de la 18e journée de Bundesliga. Le contrat a bien été rempli puisque le champion en titre s'est imposé chez le TSG avec notamment un doublé de Leon Goretzka. Souvent discret depuis son arrivée en Bavière, l'international allemand a lancé les siens sur le chemin de la victoire. Le Bayern Munich a ensuite enchaîné un septième succès de rang en championnat en dominant largement Stuttgart à l'Allianz Arena pour le compte de la 19e journée. Il reste à 6 points du leader. Après sept victoires d'affilée, les Munichois sont retombés dans leur travers et ont chuté sur le terrain de Leverkusen. Le Bayern de Munich avait l'obligation de se racheter lors de la réception de Schalke 04. Les champions d'Allemagne n'ont pas manqué à leur tâche. Face à la formation de Gelsenkirchen, ils ont retrouvé le jeu qui fait leur force et le succès récolté était amplement mérité. Un succès qui leur permet de revenir à cinq points du leader. Le Borussia Dortmund a beau lui laisser quelques opportunités, le Bayern Munich apparaît toujours fragile dans la course au titre en Bundesliga. Sur la pelouse d'Augsbourg, les hommes de Niko Kovac ont livré une prestation collective très inégale, passant la majeure partie de la soirée à courir après le score pour ne pas laisser échapper un précieux succès.

#### Journées 23 à 27
Pour au moins 24 heures, le Bayern de Munich se retrouve enfin à la hauteur du Borussia Dortmund au classement de la Bundesliga. Les Bavarois ont réduit l'écart qu'ils avaient sur la formation de la Ruhr en prenant la mesure du Hertha Berlin. La victoire face à l'équipe de la capitale a été cependant poussive, et il y avait encore moins de raisons de s'extasier à la suite de la sortie sur blessure de Kingsley Coman. Le Bayern a frappé très fort lors d'un déplacement à Monchengladbach en symposant largement sur le score de 1-5 ce qui leur permet de revenir à auteur de Dortmund. Après 5 mois d'attente, le Bayern prend la tête de la Bundesliga, face à la 2e meilleure équipe à l'extérieur, les Bavarois ont réussi une démonstration de force face à Wolfsburg, de plus la différence de but est en faveur des bavarois, un très bon match pour la préparation du match contre Liverpool en Ligue des champions. Contre Mayence, le bayern récidive et atomise les joueurs de Sandro Schwarz, et garde sa place de leader devant Dormund grâce à la différence de but. Hélas lors de la vingt-septième journée le Bayern pert deux point important et sa place de leader au passage à cause d'un match nul face au SC Fribourg. Si le bayern veut récupéré sa place de leader cela se fera lors du Klassiker.  

#### Journées 28 à 32
Le classique du championnat allemand a tourné à une véritable correction. Le Bayern n'a fait qu'une bouchée de son grand rival de Dortmund. Avec cette victoire, le Bayern repasse devant son adversaire du jour au classement. À six journées de l'épilogue de la campagne, l'équipe de Niko Kovac semble avoir pris les rênes au meilleur moment. Mais le FC Hollywood se fait vite rattrapé puisqu'une bagarre entre Robert Lewandowski et Kingsley Coman intervient à l'entrainement le jeudi suivant la victoire contre Dortmund. Avec un nouveau carton et un nouveau retour sur le trône, le Bayern Munich a vécu un après-midi quasi parfait face à Düsseldorf, tout juste ternie par la sortie sur blessure de son gardien Manuel Neuer. Il y a des succès qui, même obtenus au forceps, sont plus précieux que d'autres, et celui récolté lors de la trentième journée par le Bayern aux dépens du Werder, dans un classique du championnat allemand, en fait assurément partie. Sans inspiration, les Bavarois ont été tenus en échec sur la pelouse de Nuremberg. Avec seulement deux points d’avance sur Dortmund au coup d’envoi, le Bayern se devait de l’emporter. C’est chose faite grâce à une victoire acquise à l'Allianz Arena lors de la 32e journée de Bundesliga, face à Hanovre, lanterne rouge au classement.

#### Journées 33 et 34
Le Bayern va devoir attendre avant de fêter un éventuel nouveau titre. Les Bavarois ont été tenus en échec par Leipzig. Une rencontre durant laquelle les joueurs de Niko Kovač ont joué sur un courant alternatif face à un adversaire qui n’a pas démérité. Le jour temps décisif est arrivé, pour le derniers matchs de Robben, Ribéry et Rafinha, le bayern remporte le titre en s'imposant 5 but à 1 face à Francfort, de quoi finir en beauté. Lors de la 34e journée, le Bayern Munich met un terme à sa saison en Bundesliga.

#### Classement
| Rang | Équipe                   | Pts | J  | G  | N | P  | Bp | Bc | Diff | Qualification ou relégation                                      |
| ---- | ------------------------ | --- | -- | -- | - | -- | -- | -- | ---- | ---------------------------------------------------------------- |
| 1    | Bayern Munich T          | 78  | 34 | 24 | 6 | 4  | 88 | 32 | +56  | Qualification pour la phase de groupes de la Ligue des champions |
| 2    | Borussia Dortmund        | 76  | 34 | 23 | 7 | 4  | 81 | 44 | +37  | Qualification pour la phase de groupes de la Ligue des champions |
| 3    | RB Leipzig               | 66  | 34 | 19 | 9 | 6  | 63 | 29 | +34  | Qualification pour la phase de groupes de la Ligue des champions |
| 4    | Bayer Leverkusen         | 58  | 34 | 18 | 4 | 12 | 69 | 52 | +17  | Qualification pour la phase de groupes de la Ligue des champions |
| 5    | Borussia Mönchengladbach | 55  | 34 | 16 | 7 | 11 | 55 | 42 | +13  | Qualification pour la phase de groupes de la Ligue Europa        |

#### Évolution du classement et des résultats
| Journée  | 1  | 2   | 3   | 4   | 5   | 6  | 7  | 8  | 9  | 10 | 11 | 12 | 13 | 14 | 15 | 16 | 17 | 18 | 19 | 20 | 21 | 22 | 23 | 24 | 25  | 26  | 27 | 28  | 29  | 30  | 31  | 32  | 33  | 34  | Journées en tête |
| -------- | -- | --- | --- | --- | --- | -- | -- | -- | -- | -- | -- | -- | -- | -- | -- | -- | -- | -- | -- | -- | -- | -- | -- | -- | --- | --- | -- | --- | --- | --- | --- | --- | --- | --- | ---------------- |
| Résultat | V  | V   | V   | V   | N   | D  | D  | V  | V  | N  | D  | N  | V  | V  | V  | V  | V  | V  | V  | D  | V  | V  | V  | V  | V   | V   | N  | V   | V   | V   | N   | V   | N   | V   | —                |
| Rang     | 2e | 1er | 1er | 1er | 1er | 2e | 6e | 4e | 2e | 3e | 5e | 5e | 4e | 3e | 3e | 3e | 2e | 2e | 2e | 3e | 2e | 2e | 2e | 2e | 1er | 1er | 2e | 1er | 1er | 1er | 1er | 1er | 1er | 1er | 13               |

### Ligue des champions
La Ligue des champions 2018-2019 est la 64e édition de la Ligue des champions, la plus prestigieuse des compétitions européennes inter-clubs. Elle est divisée en deux phases, une phase de groupes, qui consiste en huit mini-championnats de quatre équipes par groupe, les deux premiers poursuivant la compétition et le troisième étant repêché en seizièmes de finale de la Ligue Europa.

#### Parcours en Ligue des champions
Solide et redoutable en attaque, le Bayern s'impose très logiquement à Lisbonne, avec un Renato Sanches à son meilleur niveau pour son retour au Estadio da Luz. À la peine collectivement et défensivement, le Bayern Munich, malgré le but rapide d'Hummels, s'est fait très peur face à une séduisante équipe de l'Ajax. Tenu en échec à domicile par l'Ajax lors de la précédente journée, le Bayern connaît une saison qui est loin de ressembler au long fleuve tranquille de performances probantes auxquelles le club munichois nous avait habitués. Co-leaders du groupe E avec l’Ajax Amsterdam, les pensionnaires de l’Allianz Arena voulaient faire le plein et éviter le match piège. Kovac avait donc aligné un onze dans un système en 4-3-3 avec un trio offensif Robben, Gnabry et Lewandowski. Touché aux vertèbres, Franck Ribéry était forfait. En face, Marinos Ouzounidis faisait évoluer les Grecs en 4-2-3-1 avec Ponce en pointe. Dans une chaude ambiance, les Allemands prenaient d’entrée les commandes de la rencontre, n’hésitant pas à mettre le pied sur le ballon. 

##### Phase de groupes
| Rang | Équipe           | Pts | J | G | N | P | Bp | Bc | Diff |  | Résultats (▼ dom., ► ext.) |     |     |     |     |
| ---- | ---------------- | --- | - | - | - | - | -- | -- | ---- |  | -------------------------- | --- | --- | --- | --- |
| 1    | Bayern Munich    | 14  | 6 | 4 | 2 | 0 | 15 | 5  | +10  |  | Bayern Munich              |     | 1-1 | 5-1 | 2-0 |
| 2    | Ajax Amsterdam   | 12  | 6 | 3 | 3 | 0 | 11 | 5  | +6   |  | Ajax Amsterdam             | 3-3 |     | 1-0 | 3-0 |
| 3    | Benfica Lisbonne | 7   | 6 | 2 | 1 | 3 | 6  | 11 | -5   |  | Benfica Lisbonne           | 0-2 | 1-1 |     | 1-0 |
| 4    | AEK Athènes      | 0   | 6 | 0 | 0 | 6 | 2  | 13 | -11  |  | AEK Athènes                | 0-2 | 0-2 | 2-3 |     |

#### Coefficient UEFA
| Club            | Rang 2019 | Rang 2018 | Évolution | 2014-2015 | 2015-2016 | 2016-2017 | 2017-2018 | 2018-2019 | Coefficient |
| --------------- | --------- | --------- | --------- | --------- | --------- | --------- | --------- | --------- | ----------- |
| FC Barcelone    | 2         | 4         | +2        | 34.000    | 26.000    | 23.000    | 25.000    | 30.000    | 138.000     |
| Bayern Munich   | 3         | 3         | =         | 28.000    | 28.000    | 22.000    | 29.000    | 20.000    | 128.000     |
| Atlético Madrid | 4         | 2         | -2        | 22.000    | 28.000    | 29.000    | 28.000    | 20.000    | 127.000     |

### Coupe d'Allemagne
Le Bayern Munich s'est qualifié pour le deuxième tour de la DFB Pokal après sa victoire 1 à 0 face au SV Drochtersen/Assel, ce qui a presque fini par tourné à la peau de banane pour les champions de Bundesliga. Bien qu'ils aient obtenu la majorité du ballon comme prévu, leur qualité dans le dernier tiers était catastrophique compte tenu de l'équipe qu'ils ont formée. Le Bayern Munich a atteint les huitièmes de finale de la DFB-Pokal sans aucune splendeur. Le finaliste de l’année dernière a gagné à Osnabrück contre un club de ligue régionale, SV Rödinghausen, 2-1. Le recordman a gagné au deuxième tour de la DFB-Pokal au Hertha Berlin malgré une erreur défensive après et s'est qualifié pour la douzième fois de suite dans en huitièmes de finale. Le rêve d'un nouveau doublé national reste de mise pour le Bayern de Munich. Toutefois, il ne s'en est pas fallu de beaucoup ce mercredi pour que l'équipe bavaroise passe à la trappe en DFB-Pokal. Et c'eut été une grosse humiliation puisque les hommes de Niko Kovac se produisaient contre le 6e de la Bundesliga 2. Le Bayern Munich se qualifie pour la finale après sa victoire sur le Werder Brême. Les Bavarois ont contrôlé le match pendant plus d'une heure avant cinq minutes de folie qui ont vu le Werder égaliser avant que Coman n'obtienne un penalty décisif. En finale, ils affronteront Leipzig. Après un début de saison mitigé qui augurait d'une saison compliquée pour les Bavarois, ces derniers se sont adjugés de la Coupe d'Allemagne de haute lutte en finale face au RB Leipzig, au grand bonheur de Frank Ribéry qui va donc s'offrir une dernière saison en beauté en Bavière.

## Joueurs et encadrement technique

### Effectif professionnel
Le tableau suivant liste l'effectif professionnel du Bayern Munich pour la saison 2018-2019.
En grisé, les sélections de joueurs internationaux chez les jeunes mais n'ayant jamais été appelés aux échelons supérieur une fois l'âge limite dépassé.

## Statistiques

### Statistiques collectives
| Compétition            | Débute au tour   | Termine       | Matches joués | Gagnés | Nuls | Perdus | Buts pour | Buts contre | Différence |
| ---------------------- | ---------------- | ------------- | ------------- | ------ | ---- | ------ | --------- | ----------- | ---------- |
| Bundesliga             | -                | Vainqueur     | 34            | 24     | 6    | 4      | 88        | 33          | +56        |
| Ligue des champions    | Phase de groupes | 1/8 de finale | 8             | 4      | 3    | 1      | 16        | 8           | +8         |
| Coupe d'Allemagne      | Premier tour     | Vainqueur     | 5             | 5      | 0    | 0      | 14        | 9           | +5         |
| Supercoupe d'Allemagne | Finale           | Vainqueur     | 1             | 1      | 0    | 0      | 5         | 0           | +5         |
| Total                  | -                | -             | 47            | 33     | 9    | 5      | 118       | 48          | +70        |

### Statistiques individuelles
(Mis à jour le 27 mai 2019)
| Numéro | Nat. | Nom         | Championnat | Championnat | Championnat    | Championnat | Championnat  | Ligue des champions | Ligue des champions | Ligue des champions | Ligue des champions | Ligue des champions | Coupe d'Allemagne | Coupe d'Allemagne | Coupe d'Allemagne | Coupe d'Allemagne | Coupe d'Allemagne | Supercoupe d'Allemagne | Supercoupe d'Allemagne | Supercoupe d'Allemagne | Supercoupe d'Allemagne | Supercoupe d'Allemagne | Total | Total       | Total          | Total  | Total        |
| Numéro | Nat. | Nom         | M.j.        | But inscrit | Passe décisive | Averti      | Carton rouge | M.j.                | But inscrit         | Passe décisive      | Averti              | Carton rouge        | M.j.              | But inscrit       | Passe décisive    | Averti            | Carton rouge      | M.j.                   | But inscrit            | Passe décisive         | Averti                 | Carton rouge           | M.j.  | But inscrit | Passe décisive | Averti | Carton rouge |
| ------ | ---- | ----------- | ----------- | ----------- | -------------- | ----------- | ------------ | ------------------- | ------------------- | ------------------- | ------------------- | ------------------- | ----------------- | ----------------- | ----------------- | ----------------- | ----------------- | ---------------------- | ---------------------- | ---------------------- | ---------------------- | ---------------------- | ----- | ----------- | -------------- | ------ | ------------ |
| 1      |      | Neuer       | 26          | 0           | 0              | 1           | 0            | 8                   | 0                   | 0                   | 0                   | 0                   | 3                 | 0                 | 0                 | 0                 | 0                 | 1                      | 0                      | 0                      | 0                      | 0                      | 38    | 0           | 0              | 1      | 0            |
| 2      |      | Wagner      | 7           | 0           | 0              | 2           | 0            | 3                   | 0                   | 0                   | 0                   | 0                   | 1                 | 1                 | 0                 | 0                 | 0                 | 1                      | 0                      | 0                      | 0                      | 0                      | 12    | 1           | 0              | 2      | 0            |
| 4      |      | Süle        | 31          | 2           | 0              | 3           | 0            | 6                   | 0                   | 0                   | 0                   | 0                   | 4                 | 0                 | 0                 | 0                 | 0                 | 1                      | 0                      | 0                      | 0                      | 0                      | 42    | 2           | 0              | 3      | 0            |
| 5      |      | Hummels     | 21          | 1           | 1              | 1           | 0            | 6                   | 1                   | 0                   | 1                   | 0                   | 5                 | 0                 | 1                 | 1                 | 0                 | 1                      | 0                      | 0                      | 1                      | 0                      | 33    | 2           | 2              | 4      | 0            |
| 6      |      | Thiago      | 30          | 2           | 6              | 5           | 0            | 5                   | 0                   | 2                   | 1                   | 0                   | 6                 | 0                 | 0                 | 0                 | 0                 | 1                      | 1                      | 0                      | 0                      | 0                      | 42    | 3           | 8              | 6      | 0            |
| 7      |      | Ribéry      | 25          | 6           | 4              | 3           | 0            | 7                   | 1                   | 0                   | 1                   | 0                   | 5                 | 0                 | 0                 | 0                 | 0                 | 1                      | 0                      | 0                      | 0                      | 0                      | 38    | 7           | 4              | 4      | 0            |
| 8      |      | Martinez    | 21          | 3           | 0              | 3           | 0            | 6                   | 1                   | 0                   | 1                   | 0                   | 5                 | 0                 | 0                 | 0                 | 0                 | 1                      | 0                      | 0                      | 0                      | 0                      | 33    | 4           | 0              | 4      | 0            |
| 9      |      | Lewandowski | 33          | 22          | 10             | 2           | 0            | 8                   | 8                   | 0                   | 0                   | 0                   | 5                 | 7                 | 3                 | 4                 | 0                 | 1                      | 3                      | 0                      | 0                      | 0                      | 47    | 40          | 13             | 6      | 0            |
| 10     |      | Robben      | 12          | 4           | 0              | 2           | 1            | 4                   | 2                   | 1                   | 1                   | 0                   | 2                 | 0                 | 0                 | 1                 | 0                 | 1                      | 0                      | 1                      | 0                      | 0                      | 19    | 6           | 2              | 4      | 1            |
| 11     |      | Rodríguez   | 20          | 7           | 4              | 2           | 0            | 5                   | 0                   | 1                   | 1                   | 0                   | 3                 | 0                 | 1                 | 1                 | 0                 | 0                      | 0                      | 0                      | 0                      | 0                      | 28    | 7           | 6              | 4      | 0            |
| 13     |      | Rafinha     | 16          | 1           | 1              | 1           | 0            | 6                   | 0                   | 1                   | 1                   | 0                   | 4                 | 0                 | 0                 | 0                 | 0                 | 0                      | 0                      | 0                      | 0                      | 0                      | 26    | 1           | 2              | 2      | 0            |
| 17     |      | Boateng     | 20          | 0           | 2              | 1           | 0            | 5                   | 0                   | 0                   | 0                   | 0                   | 3                 | 0                 | 0                 | 0                 | 0                 | 0                      | 0                      | 0                      | 0                      | 0                      | 28    | 0           | 2              | 1      | 0            |
| 18     |      | Goretzka    | 30          | 8           | 5              | 3           | 0            | 6                   | 0                   | 0                   | 0                   | 0                   | 5                 | 1                 | 2                 | 1                 | 0                 | 1                      | 0                      | 0                      | 0                      | 0                      | 42    | 9           | 7              | 4      | 0            |
| 19     |      | Davies      | 6           | 1           | 0              | 1           | 0            | 0                   | 0                   | 0                   | 0                   | 0                   | 0                 | 0                 | 0                 | 0                 | 0                 | 0                      | 0                      | 0                      | 0                      | 0                      | 6     | 1           | 0              | 1      | 0            |
| 20     |      | Jeong       | 1           | 0           | 0              | 0           | 0            | 1                   | 0                   | 0                   | 0                   | 0                   | 0                 | 0                 | 0                 | 0                 | 0                 | 0                      | 0                      | 0                      | 0                      | 0                      | 2     | 0           | 0              | 0      | 0            |
| 22     |      | Gnabry      | 30          | 10          | 7              | 0           | 0            | 7                   | 0                   | 2                   | 1                   | 0                   | 5                 | 3                 | 0                 | 0                 | 0                 | 0                      | 0                      | 0                      | 0                      | 0                      | 42    | 13          | 9              | 1      | 0            |
| 24     |      | Tolisso     | 2           | 1           | 0              | 0           | 0            | 0                   | 0                   | 0                   | 0                   | 0                   | 2                 | 0                 | 0                 | 0                 | 0                 | 0                      | 0                      | 0                      | 0                      | 0                      | 4     | 1           | 0              | 0      | 0            |
| 25     |      | Müller      | 32          | 6           | 12             | 1           | 0            | 6                   | 0                   | 1                   | 0                   | 1                   | 6                 | 3                 | 2                 | 0                 | 0                 | 1                      | 0                      | 1                      | 0                      | 0                      | 45    | 9           | 16             | 1      | 1            |
| 26     |      | Ulreich     | 9           | 0           | 0              | 0           | 0            | 0                   | 0                   | 0                   | 0                   | 0                   | 3                 | 0                 | 0                 | 0                 | 0                 | 0                      | 0                      | 0                      | 0                      | 0                      | 12    | 0           | 0              | 0      | 0            |
| 27     |      | Alaba       | 31          | 3           | 3              | 4           | 0            | 7                   | 0                   | 2                   | 0                   | 0                   | 4                 | 0                 | 1                 | 0                 | 0                 | 1                      | 0                      | 1                      | 0                      | 0                      | 43    | 3           | 7              | 4      | 0            |
| 29     |      | Coman       | 21          | 6           | 5              | 2           | 0            | 3                   | 1                   | 0                   | 0                   | 0                   | 5                 | 2                 | 1                 | 0                 | 0                 | 1                      | 1                      | 1                      | 0                      | 0                      | 30    | 10          | 7              | 2      | 0            |
| 32     |      | Kimmich     | 34          | 2           | 14             | 4           | 0            | 7                   | 0                   | 2                   | 3                   | 0                   | 6                 | 0                 | 2                 | 0                 | 0                 | 1                      | 0                      | 1                      | 0                      | 0                      | 48    | 2           | 19             | 7      | 0            |
| 35     |      | Sanches     | 17          | 1           | 1              | 3           | 1            | 6                   | 1                   | 0                   | 1                   | 0                   | 1                 | 0                 | 2                 | 1                 | 0                 | 0                      | 0                      | 0                      | 0                      | 0                      | 24    | 2           | 3              | 5      | 1            |
| 37     |      | Shabani     | 1           | 0           | 0              | 0           | 0            | 0                   | 0                   | 0                   | 0                   | 0                   | 1                 | 0                 | 0                 | 0                 | 0                 | 0                      | 0                      | 0                      | 0                      | 0                      | 2     | 0           | 0              | 0      | 0            |

## Affluence
Affluence du Bayern Munich à domicile

## Équipe réserve et Centre de formation

### Équipe Réserve
| Compétition         | Matches joués | Gagnés | Nuls | Perdus | Buts pour | Buts contre | Différence |
| ------------------- | ------------- | ------ | ---- | ------ | --------- | ----------- | ---------- |
| Regionalliga Bayern | 32            | 21     | 7    | 4      | 68        | 27          | +41        |
| Total               | 32            | 21     | 7    | 4      | 68        | 27          | +41        |